# Galeus murinus
Galeus murinus är en hajart som först beskrevs av Robert Collett 1904.  Galeus murinus ingår i släktet Galeus och familjen rödhajar. IUCN kategoriserar arten globalt som livskraftig. Inga underarter finns listade i Catalogue of Life.